# Stigmella pallida
Stigmella pallida (лат.) — вид молей-малюток рода Stigmella (Nepticulinae) из семейства Nepticulidae.
Эндемик Южной Африки: ЮАР (Cape Province). Длина 4,4—5,8 мм. Усики и брюшко серые. Грудь палево-охристая. Передние крылья желтоватые. Задние крылья серовато-коричневые. Гусеницы предположительно, как и другие виды своего рода, питаются растениями и минируют верхнюю поверхность листьев. Обладают сходством с видом Stigmella nigrata.
В апикальной части передних крыльев развиты две жилки: R4+5 и M.